# Berlin-Biesdorf
Biesdorf ist ein Ortsteil im Bezirk Marzahn-Hellersdorf in Berlin, der 1920 im Rahmen der Bildung von Groß-Berlin Teil des Berliner Stadtgebietes wurde. Zusammen mit Kaulsdorf und Mahlsdorf befindet sich hier Deutschlands größtes zusammenhängendes Gebiet mit Ein- und Zweifamilienhäusern.

## Lage
Biesdorf erstreckt sich beiderseits der auf gemeinsamer Trasse verlaufenden Bundesstraßen B 1/B 5. Es teilt sich in die vier LOR-Planungsräume Oberfeldstraße (nördlich der Bahntrasse und westlich des Blumberger Damms), Buckower Ring (nördlich der Bahntrasse und östlich des Blumberger Damms), Alt-Biesdorf (zwischen Bahntrasse und U-Bahn-Trasse) und Biesdorf-Süd (südlich der U-Bahn-Trasse).

## Geschichte

### Anfänge vor unserer Zeitrechnung
Wie umfangreiche archäologische Untersuchungen aus den Jahren 1999 bis 2014 belegen, kam es bereits um 10.000 v. Chr. zu Siedlungen im heutigen Biesdorf. Dabei wurden im Zuge der bislang umfangreichsten vor- und frühgeschichtlichen Grabung neben 120 Brunnenanlagen auch zahlreiche Objekte gefunden. Das älteste und bedeutendste ist eine bereits 1953 gefundene Hirschgeweihmaske, die auf 9000–8000 v. Chr. datiert wird und wohl in kultisch-schamanistischen Zusammenhängen gebraucht wurde. Doch es sind auch spätere bronzezeitliche, keltische und römische Artefakte darunter, die von Kontakten der im Biesdorfer Gebiet Siedelnden zu weiter entfernten Regionen zeigen. Seit etwa 1000 v. Chr. war das Gebiet dauerhaft besiedelt.

### 14.–16. Jahrhundert
Biesdorf selbst wurde (wie viele andere Orte in der Umgebung) 1375 im Landbuch Karls IV. erstmals urkundlich erwähnt, mit 62 Hufen, davon vier Pfarrhufen und eine Kirchhufe. Grundherr von Bysterstorff bzw. Bisterstorff war Hennig von der Gröben aus dem märkischen Adelsgeschlecht von der Gröben. Im Jahr 1472 wurden Werner und Bertram von Pfuel mit dem gesamten Dorf Biesdorf belehnt; bei ihnen lag auch das Kirchenpatronat. Mit der Reformation in der Mark Brandenburg wurde Biesdorf 1539 Mutterkirche von Kaulsdorf, später auch von Mahlsdorf, in den ersten Jahrzehnten nach 1539 auch von Marzahn. Erster Pfarrer war Thomas Meier.

### 17. Jahrhundert bis 1920

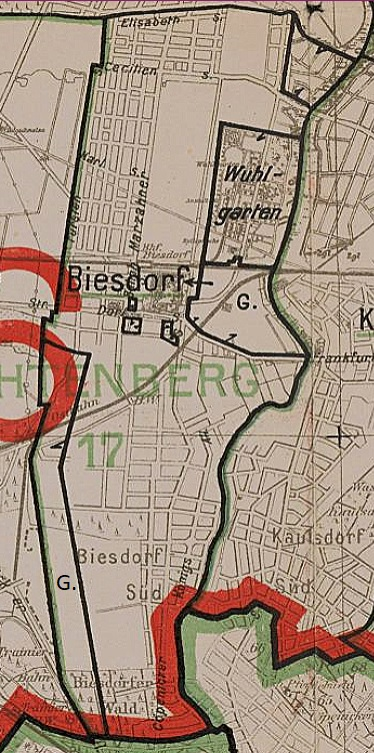
Kommunale Grenzen bis 1920: Die Gemeinde und der zerstückelte Gutsbezirk Biesdorf sowie zwei Exklaven des Gutsbezirks Hellersdorf

Der Dreißigjährige Krieg sorgte in Biesdorf für Zerstörungen und Bevölkerungsschwund: Gab es 1624, also sechs Jahre nach Kriegsbeginn, noch 19 Bauern und 13 Kossäten, so waren es (nach dem Landreiterbericht) 1652 nur noch vier Bauern und sechs Kossäten. 1637 wurde das Dorf, das langjährig im Besitz der Familie Pfuel war, konfisziert. Nach dem Tod des Kurfürsten Georg Wilhelm, erhielt Kurt Bertram von Pfuel im Jahr 1643 seine Güter vom neuen Kurfürsten Friedrich Wilhelm zurück. 1653 und 1666 erwarb Kurfürst Friedrich Wilhelm Biesdorf in zwei Schritten. Das Dorf wurde dem kurfürstlichen Amt Köpenick unterstellt und verblieb bis 1827 im Besitz des Kurfürsten bzw. Königs. 1806 fand in der Biesdorfer Feldmark eine von Napoleon abgenommene Parade der französischen Truppen unter Marschall Davout statt.

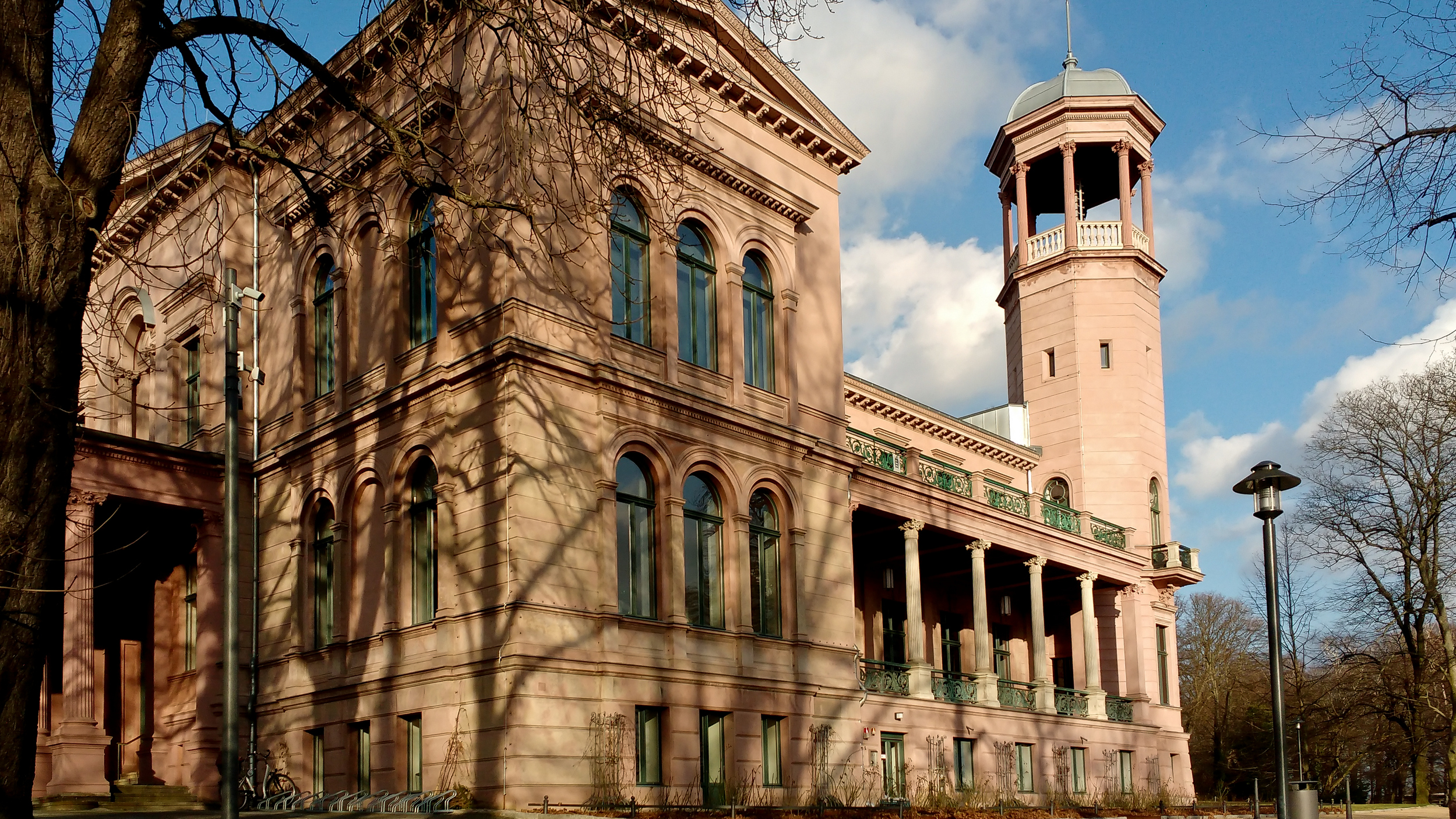
Schloss Biesdorf

Das Schloss Biesdorf wurde 1868 von Heino Schmieden als spätklassizistische Turmvilla errichtet. Erstmals fand 1874 im Dorf Biesdorf eine Gemeindevertreterwahl statt. Das Dorf gehörte zum neu gebildeten Amtsbezirk Biesdorf, das Gut blieb bis 1920 als Gutsbezirk rechtlich selbstständig. Bis 1920 waren die Landgemeinde und der Gutsbezirk Teil des Kreises Niederbarnim. 1885 wurde der Bahnhof Biesdorf an der Preußischen Ostbahn (Berlin-Eydtkuhnen) eröffnet. 1891 wurde Biesdorf an den Berliner Vororttarif angeschlossen.
Am 17. Februar 1887 erwarb Werner von Siemens das 600 Hektar große Gut Biesdorf einschließlich Herrenhaus und übertrug es 1889 seinem Sohn Wilhelm. Dieser ließ den Gutspark zwischen 1891 und 1898 auf 14 Hektar erweitern und durch den Gartenarchitekten Albert Brodersen als Landschaftspark erweitern.
Nach dreijähriger Bauzeit eröffnete 1893 die Anstalt für Epileptische Wuhlgarten, das heutige Wilhelm-Griesinger-Krankenhaus.

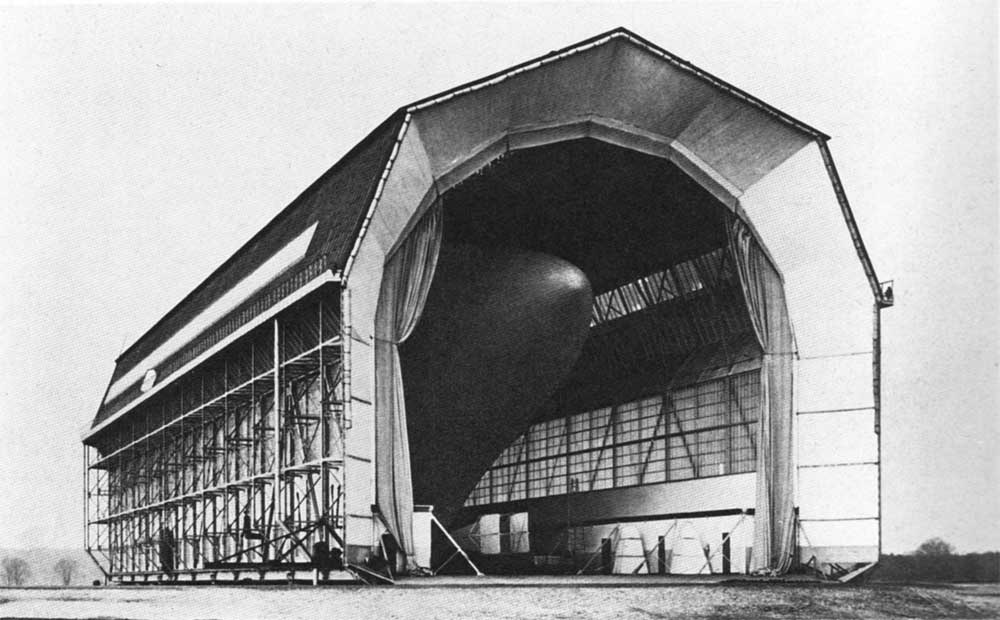
Im Jahr 1909 errichtete Luftschiffhalle in Biesdorf-Süd.

Mit dem Anschluss Biesdorfs an die Ostbahn im Jahr 1885 und der Wende zum 20. Jahrhundert begann in Biesdorf eine verstärkte Siedlungstätigkeit, ab 1904 erhielt der Ort Wasser- und Gasanschluss. Im Jahr 1906 wurde der Bereich „Biesdorfhöhe“, der um den Bahnhof und nördlich des Bahnhofs lag in „Biesdorf-Nord“ umbenannt. Die Biesdorfer Bahnhofsgaststätte (mittlerweile abgerissen, zuletzt: Gaststätte „Paule“) wurde im Zuge des Anschlusses, laut Stadtplänen, wahrscheinlich vor 1893 als Restaurant „Freihof“ eröffnet.
Im Jahr 1914 kam die Stromversorgung hinzu. Zu dieser Zeit wurde die Villen-Kolonie Biesdorf-Süd angelegt. Bis 1933 entstanden unter anderem auch die Siedlungen Neu-Biesdorf, Kolonie Daheim und Biesenhorst. Zwischen 1907 und 1909 wurde in Biesdorf die erste drehbare Luftschiffhalle in Biesdorf-Süd zu Lande nach Plänen von Karl Janisch errichtet. Am 23. Januar 1911 fand die erste 40-minütige Probefahrt des Siemens-Schuckert-Luftschiffes (SSL) statt. Biesenhorst wurde im Norden begrenzt durch die nach 1945 planierten Fuchsberge – ein beliebtes Wintersportgebiet für die Berliner. Im Westen grenzten die Pionierkaserne und die Gebäude des früheren Flugplatzes an die Kolonie. Um 1940 wurde die Hälfte der Kolonie zugunsten des Eisenbahnbaus geräumt und die Bewohner in die Stadt umgesiedelt.

### Biesdorf als Teil Berlins 1920–1933
Die Landgemeinde und der Gutsbezirk Biesdorf wurden 1920 nach Groß-Berlin eingemeindet und Ortsteil des Bezirks Lichtenberg. Zu Biesdorf kam außerdem noch zwei Exklaven des Gutsbezirks Hellersdorf mit der Epilepsie-Anstalt Wuhlgarten. Im Ortsteil wurde eine Amtsstelle eingerichtet, die ab 1923 auch für Marzahn zuständig war. Am 21./22. Dezember 1927 kaufte die Stadt Berlin für sechs Millionen Mark Gut, Schloss und Park Biesdorf. Ab Pfingsten 1928 war der rund 14 Hektar große Park der Öffentlichkeit zugänglich. In den unteren Räumen des Schlosses entstanden Diensträume der Polizei, 1929 wurde die Ortsamtsstelle Biesdorf im Schloss eingerichtet. Am 6. November 1928 wurde Biesdorf an das elektrische S-Bahn-Netz angeschlossen.

### Zeit des Nationalsozialismus
Nach der „Machtergreifung“ der Nationalsozialisten im Jahr 1933 wurde der Biesdorfer Arzt Arno Philippsthal eines der ersten jüdischen Opfer in Berlin. Er wurde am 21. März 1933 festgenommen und starb am 3. April 1933 an den Folgen der Misshandlungen. Im selben Jahr zog auch die Ortsgruppe der NSDAP und NSV ins Schloss Biesdorf ein. Ab 1934 wurden infolge des „Gesetzes zur Verhütung erbkranken Nachwuchses“ auch in der Anstalt für Epileptische Wuhlgarten Zwangssterilisierungen vorgenommen. Mindestens 689 Patienten wurden im Rahmen des sogenannten „Euthanasieprogramms“, der Aktion T4, in Tötungsanstalten deportiert.
Zwischen 1940 und 1942 wurden in Biesdorf die „Gemeinschaftslager“ Nr. 12–14 und 56 des Generalbauinspektors für die Reichshauptstadt als Fremd- und Zwangsarbeiterlager errichtet. Beim Bau des neuen Verschiebebahnhofs, der nie fertig wurde, waren zuerst französische, danach sowjetische Kriegsgefangene eingesetzt (Biesenhorst-Fuchsberge). Auch bei den örtlichen Bauern mussten Zwangsarbeiter die im Kriegseinsatz befindlichen Arbeitskräfte ersetzen. Im Mai 1942 mietete die AEG den Saalanbau einer Biesdorfer Gaststätte, der bisher u. a. von den Katholiken in Biesdorf-Nord und Marzahn für Gottesdienste genutzt wurde, um dort Zwangsarbeiter unterzubringen. Am 30. März 1943 wurden bei einem schweren Luftangriff 13 Menschen getötet. Bei einem weiteren Bombenangriff in der Nacht zum 24. Dezember 1944 gab es nördlich der Fuchsberge weitere Todesopfer. Am 5. April 1945 fielen Bomben südlich der Fuchsberge ohne Personenschäden.
Gisela Reissenberger und ihre Mutter Elsa Ledetsch versteckten 1943/1944 in ihren Häusern fünf jüdische Bürger. Sie wurden dafür 1988 von der Gedenkstätte Yad Vashem in Jerusalem als Gerechte unter den Völkern geehrt. Bei der Neubebauung des Gutes Biesdorf werden beide mit einem Straßennamen geehrt. Am 22. April 1945 erreichte die Rote Armee Biesdorf, das insbesondere durch Volkssturm und versprengte Teile einer dänischen Waffen-SS-Einheit verteidigt wurde. Am Tag zuvor wurden die zweite Etage und die Inneneinrichtung des Biesdorfer Schlosses des damaligen Sitz der NSDAP-Ortsgruppe – vermutlich durch Brandstiftung eines dänischen Waffen-SS-Kommandos – zerstört, möglicherweise um im Schloss untergebrachte Gegenstände (Gerüchte sprechen von – aus der NSDAP-Parteileitung Berlin oder der Gestapo ausgelagerten – Akten, Falschgeld oder gefälschten Pässen) nicht in sowjetische Hände fallen zu lassen. Zum Teil sollen Gegenstände in der näheren Umgebung in Schützengräben und Unterständen vergraben worden sein.
Nach der Einnahme Biesdorfs durch die Rote Armee (22./23. April 1945) wurde Fritz Dzyck von der Besatzungsmacht als Bürgermeister eingesetzt.

### 1945–2000
Ende Mai/Anfang Juni 1945 wurden 36 Häuser am Gerstenweg und Hafersteig beschlagnahmt. Es entstand die sogenannte Magistratssiedlung, in der leitende Mitarbeiter von Behörden und Kultureinrichtungen ihren Wohnsitz nahmen. Der erste Oberbürgermeister des Nachkriegs-Berlin, der am 17. Mai 1945 von der sowjetischen Besatzungsmacht eingesetzte Arthur Werner, bezog hier seine Dienstwohnung, ebenso aus der Emigration zurückgekehrte Mitglieder der KPD. Nach der Wahl zur Stadtverordnetenversammlung von Groß-Berlin 1946 bestand die Magistratssiedlung nicht mehr.
Im gleichen Zeitraum wurden Teile der Paradiessiedlung (Dillinger Weg, Frankenholzer Weg, Püttlinger Straße) für die Rote Armee beschlagnahmt und durch eine Holzmauer von den verbliebenen Teilen abgetrennt. Die Rote Armee bezog dort und im ehemaligen Zwangsarbeiterlager (Frankenholzer Weg) Quartier. Erst in den 1950er Jahren verließ die Rote Armee die Häuser in der Paradiessiedlung. Das Gelände des ehemaligen Zwangsarbeiterlagers übernahm später die NVA und stationierte dort unter Bruch des Vier-Mächte-Abkommens eine Einrichtung des Ministeriums für Nationale Verteidigung der DDR, das Erich-Weinert-Ensemble (EWE). Dieses Ensemble bestand aus Chor, sinfonischem Orchester, Tanzorchester/Big Band, Ballett, Kabarett, Gesangssolisten und Schauspielern, Dramaturgen, Dirigenten, Regisseuren, Choreografen sowie technischen und organisatorischen Mitarbeitern eines Theater-Ensemble-Betriebes (diese waren unbewaffnet, wurden allerdings später zur Selbstverteidigung mit Handfeuerwaffen ausgerüstet).
Das Herrenhaus Biesdorf wurde von der Roten Armee beschlagnahmt, und es wurde in den Räumen eine Trauerhalle für gefallene oder verstorbene Sowjetsoldaten eingerichtet, zeitweise wurden die Räumlichkeiten aber auch für Feierlichkeiten anderer Art (Ordensverleihungen, 1. Mai) genutzt. Die toten Soldaten wurden im Gutspark provisorisch beigesetzt, nach dem Auszug der Sowjetarmee wurden die Toten dann auf sowjetische Militärfriedhöfe umgebettet.

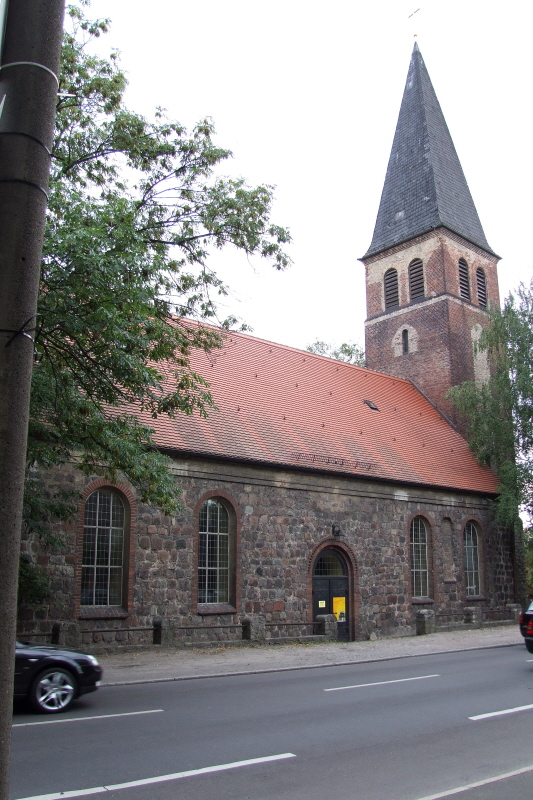
Biesdorfer Dorfkirche

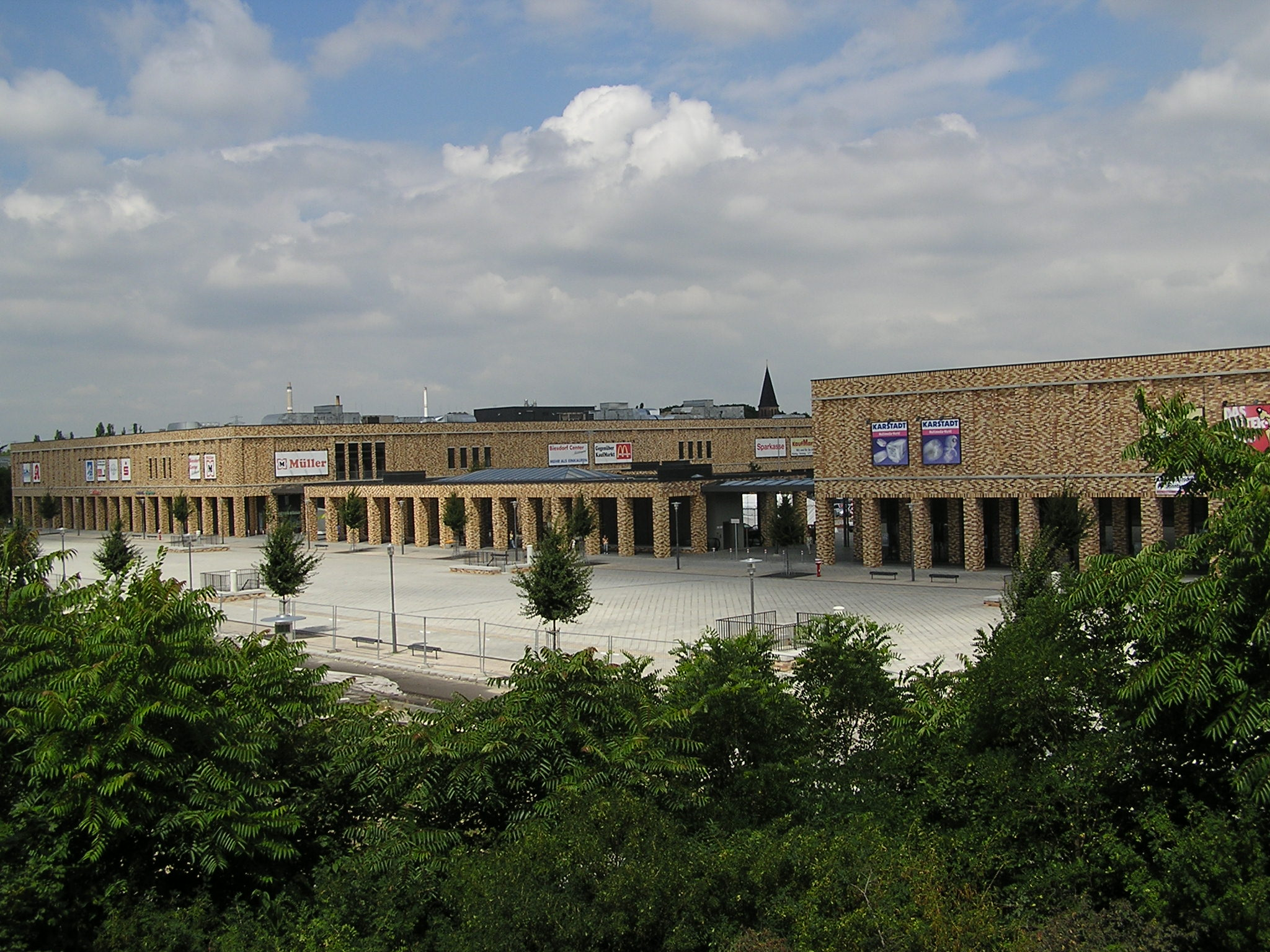
Biesdorf-Center, vom U-Bahnhof Elsterwerdaer Platz aus gesehen

Im Jahr 1951 wurde die im Zweiten Weltkrieg zerstörte Kirche auf dem Anger nach dem Wiederaufbau in vereinfachter Form eingeweiht und erhielt den Namen Gnadenkirche. 1952 wurde das 1945 von der Roten Armee besetzte Biesdorfer Gut ein Volkseigenes Gut. 1953 beteiligten sich Bauarbeiter der Baustelle des Studentenwohnheims Biesdorf am Volksaufstand des 17. Juni gegen das SED-Regime.
Parteischule für DKP-Mitglieder
Das in Biesdorf befindliche ehemalige Wilhelm-Griesinger-Krankenhaus wurde 1945 zum Teil von der Roten Armee besetzt. Als die Rote Armee 1970 diese Teile der Klinik freigab, etablierte sich in einigen dieser Gebäude eine Parteischule für westdeutsche DKP-Mitglieder, angeregt von der SED. Sie war offiziell eine Außenstelle des Franz-Mehring-Instituts der Karl-Marx-Universität Leipzig. Mit der Maueröffnung 1989 schloss diese Schule.
Innerhalb der DKP und der ihr nahestehenden Jugendorganisation SDAJ war der Begriff „Biesdorf“ identisch mit „Parteischule“. In den 1970er und 1980er Jahren absolvierten mehrere hundert Mitglieder diese Parteischule in drei-, sechs- oder zwölfmonatigen Kursen.
Herrenhaus und Gutspark, die seit 1955 für kulturelle Zwecke genutzt worden waren, wurden 1977 unter Denkmalschutz gestellt. 1979 wurde Biesdorf aus dem bisherigen Stadtbezirk Lichtenberg ausgegliedert und Teil des damals neuen Stadtbezirks Marzahn.
Bis 1985 führte der Durchgangsverkehr auf der Straße Alt-Biesdorf in beiden Richtungen nördlich des Dorfangers an der Kirche vorbei. Mit dem Ausbau der Straße wurde der stadtauswärts führende Verkehr auf die Südseite verlegt, so dass sich die Kirche seitdem zwischen beiden Fahrbahnen befindet.

### Nach der deutschen Wiedervereinigung
Der Biesdorfer Gutspark, einschließlich Parkbühne, Eiskeller und Teich, wurde 1993 nach einer Rekonstruktion wiedereröffnet. 1998 folgten ein Teehaus und ein Lesegarten. Auf dem Gelände des früheren Wuhlgartens entstand bis 1997 das Unfallkrankenhaus Berlin an der Warener Straße. Archäologen konnten 1999/2000 in Biesdorf-Süd umfangreiche Grabungen durchführen. Die Funde reichen bis in die Zeit vor rund 9000 Jahren zurück. Ein Großteil ist im 21. Jahrhundert im Märkischen Museum ausgestellt.
Biesdorf wurde 2001 im Rahmen der Bezirksfusion Teil des Bezirkes Marzahn-Hellersdorf. Seit 2002 entstand der Wohnpark „Erntedankweg“ direkt nördlich der S-Bahn. Im März 2003 eröffnete die BMW Niederlassung Berlin an der Ecke Alt-Biesdorf/Blumberger Damm. Kurz darauf im April 2003 wurde das Biesdorf-Center an der Weißenhöher Straße eröffnet. 2004 wurde mit der Entmietung des Gewerbeparkes begonnen, auf dessen Gelände später Einfamilienhäuser gebaut wurden. Im Dezember 2004 wurde die Bibliothek im Schloss Biesdorf geschlossen.
Im Februar 2008 eröffnete im Polimedica Gesundheitszentrum am Elsterwerdaer Platz ein Bürgeramt, es ist eines von drei Bürgerämtern des Bezirks Marzahn-Hellersdorf.
Bis 2016 wurde das Schloss Biesdorf denkmalgerecht saniert und um sein nach dem Zweiten Weltkrieg abgebranntes Obergeschoss erweitert.
Die drei großen Einfamilienhausgebiete Habichtshorst, Grüne Aue und Gut Champignon wurden innerhalb von zehn Jahren mit mehreren 100 Häusern bebaut.
Ab dem Jahr 2018 entstanden in Biesdorf weitere neue Wohngebiete. Zunächst wurde direkt am Wuhletal-Wanderweg ein neues Wohnviertel mit 80 Einfamilienhäusern und 36 Eigentumswohnungen unter dem Projektnamen Grüne Aue Biesdorf gebaut. Das Viertel fällt vor allem durch seine holländische Architektur auf. Nahezu zeitgleich baute Bonava im Projekt Biesdorfer Stadtgärten insgesamt 325 neue Eigentumswohnungen auf einer Brache neben dem Biesdorf-Center. In den Jahren 2020 und 2021 baute die städtische Wohnungsbaugesellschaft Stadt und Land um den Ortskern von Alt-Biesdorf insgesamt 515 neue Mietwohnungen.

## Bevölkerung
1871–2000
| Jahr | Einwohner |
| ---- | --------- |
| 1858 | 0603      |
| 1871 | 0717      |
| 1880 | 0724      |
| 1890 | 0768      |
| 1900 | 1.016     |
| 1910 | 2.251     |
| 1919 | 3.071     |
| 1925 | 4.472     |

| Jahr | Einwohner |
| ---- | --------- |
| 1939 | 16.998    |
| 1946 | 16.018    |
| 1950 | 15.649    |
| 1963 | 18.590    |
| 1991 | 17.080    |
| 1995 | 18.831    |
| 2000 | 23.661    |

bis 1919 Landgemeinde und Gutsbezirk Biesdorf
seit 2007
| Jahr | Einwohner |
| ---- | --------- |
| 2007 | 24.669    |
| 2010 | 24.679    |
| 2015 | 25.752    |
| 2020 | 28.955    |

| Jahr | Einwohner |
| ---- | --------- |
| 2021 | 29.854    |
| 2022 | 30.741    |
| 2023 | 30.974    |
| 2024 | 30.959    |

Quelle ab 2007: Statistischer Bericht A I 5. Einwohnerregisterstatistik Berlin. Bestand – Grunddaten. 31. Dezember. Amt für Statistik Berlin-Brandenburg (jeweilige Jahre)

## Sehenswürdigkeiten und Kultur

### Sehenswürdigkeiten
- Das Schloss Biesdorf ist ein ehemaliges Herrenhaus und war lange im Besitz der Industriellenfamilie Siemens. Es wurde im Jahr 2016 denkmalgerecht saniert wiedereröffnet. Das Bauensemble dient als öffentliches Zentrum für Kunst und Kultur.[19]
- Schloss Biesdorf mit dem dazugehörigen Schlosspark
- Biesdorfer Parkbühne
- Biesdorfer Höhe
- Wanderweg im Wuhletal sowie verschiedene Naturschutz- und Erholungsgebiete
- Gnadenkirche auf dem Dorfanger an der B 1/B 5
- Biesdorfer Bahnhofsgaststätte (Abriss im Februar 2016, Neubau und Eröffnung einer kleinen zweiteiligen Shopzeile im November 2016 mit zwei Imbissbetreibern)
- Gutshof in Alt-Biesdorf an der B 1/B 5
- Friedhof Biesdorf am Biesdorfer Friedhofsweg
- Krankenhauskirche im Wuhlgarten[20]
- Biesdorfer Baggersee

Gedenksteine
An zwei Orten wird in Biesdorf auf dem Gelände des heutigen Unfallkrankenhauses Berlin und der Augenklinik Marzahn der Euthanasieopfer in der Zeit des Nationalsozialismus in Form eines Gedenksteins gedacht. Einer der beiden Steine liegt in der Nähe des Haupteinganges zur Augenklinik und trägt die Inschrift „Im Gedenken an die Euthanasieopfer 1940–1941“. Der zweite Gedenkstein liegt im Wuhlegarten und erinnert an die Patienten, die hier in einem Massengrab beigelegt wurden. Dieser trägt die Inschrift „Hier sind im Mai 1945 180 Patienten als Opfer des Zweiten Weltkrieges in einem Gemeinschaftsgrab zur letzten Ruhe gebettet worden. Möge ihnen die Erde leicht werden“.

### Kultur
Das Schloss Biesdorf ist heute die kommunale Galerie des Bezirkes und Stätte für Kulturveranstaltungen. Das Bauensemble dient als öffentliches Zentrum für Kunst und Kultur.
Darüber hinaus gibt es das 1991 gegründete Theater am Park (TaP) mit einem großen Saal, in dem regelmäßige Aufführungen stattfanden. Der bauliche Zustand des Hauses, das 1966–1968 als Probenhaus für das Gesangs- und Tanzensemble der NVA errichtet wurde, verschlechtert sich allerdings zunehmend (Stand: 2024).
Weitere Kulturveranstaltungen finden in der Krankenhauskirche im Wuhlgarten sowie vereinzelt medizinhistorische Vorlesungen im Alten Kesselhaus des Wilhelm-Griesinger-Krankenhauses statt. 
Seit 2000 gibt es alljährlich im Mai – mit einer fünfjährigen Unterbrechung – das traditionelle Biesdorfer Blütenfest am Schloss Biesdorf.

## Wirtschaft und Infrastruktur

### Wirtschaft
- BMW-Niederlassung Berlin, Alt-Biesdorf/Blumberger Damm
- Biesdorf-Center am U-Bahnhof Elsterwerdaer Platz
- MEON Gewerbepark, Warener Straße

### Bildung
(Auswahl an Bildungseinrichtungen)
- Grundschule am Fuchsberg, von 1991 bis 2018 Dankratweg, dann Umzug in einen Neubau an der Apfelwicklerstraße[25]
- Johann-Strauß-Grundschule, Cecilienstraße
- Georg-Klingenberg-Schule (integrierte Sekundarschule), Alberichstraße
- Otto-Nagel-Gymnasium, Schulstraße
- Wilhelm-von-Siemens-Gymnasium, Allee der Kosmonauten
- Schule am Pappelhof (Förderschule), Ketschendorfer Weg

### Gesundheit
- Unfallkrankenhaus Berlin, Warener Straße
- Augenklinik Marzahn, Brebacher Weg
- Arona Klinik für Altersmedizin, Blumberger Damm

### Sport
Der älteste noch existierende Sportverein in Biesdorf ist der 1905 gegründete VfB Fortuna Biesdorf mit 13 Fußballmannschaften (Stand: 2017). Darüber hinaus gibt es weitere Sportvereine in Biesdorf:
- American Football: Berlin Bullets[27]
- Fußball: Frauenfußball-Club Berlin 2004 (ausschließlich Frauen und Mädchen)[28]
- Handball: Fortuna Biesdorf (trainiert zum Teil auch im Ortsteil Marzahn)[29]
- Tennis: TC Berolina Biesdorf,[30] TV Blau-Weiß Biesdorf.[31]
- Volleyball: Marzahner Volleyball-Club (trainiert in Biesdorf und Marzahn, rund 50 % der Mitglieder sind Biesdorfer).[32]

### Verkehr

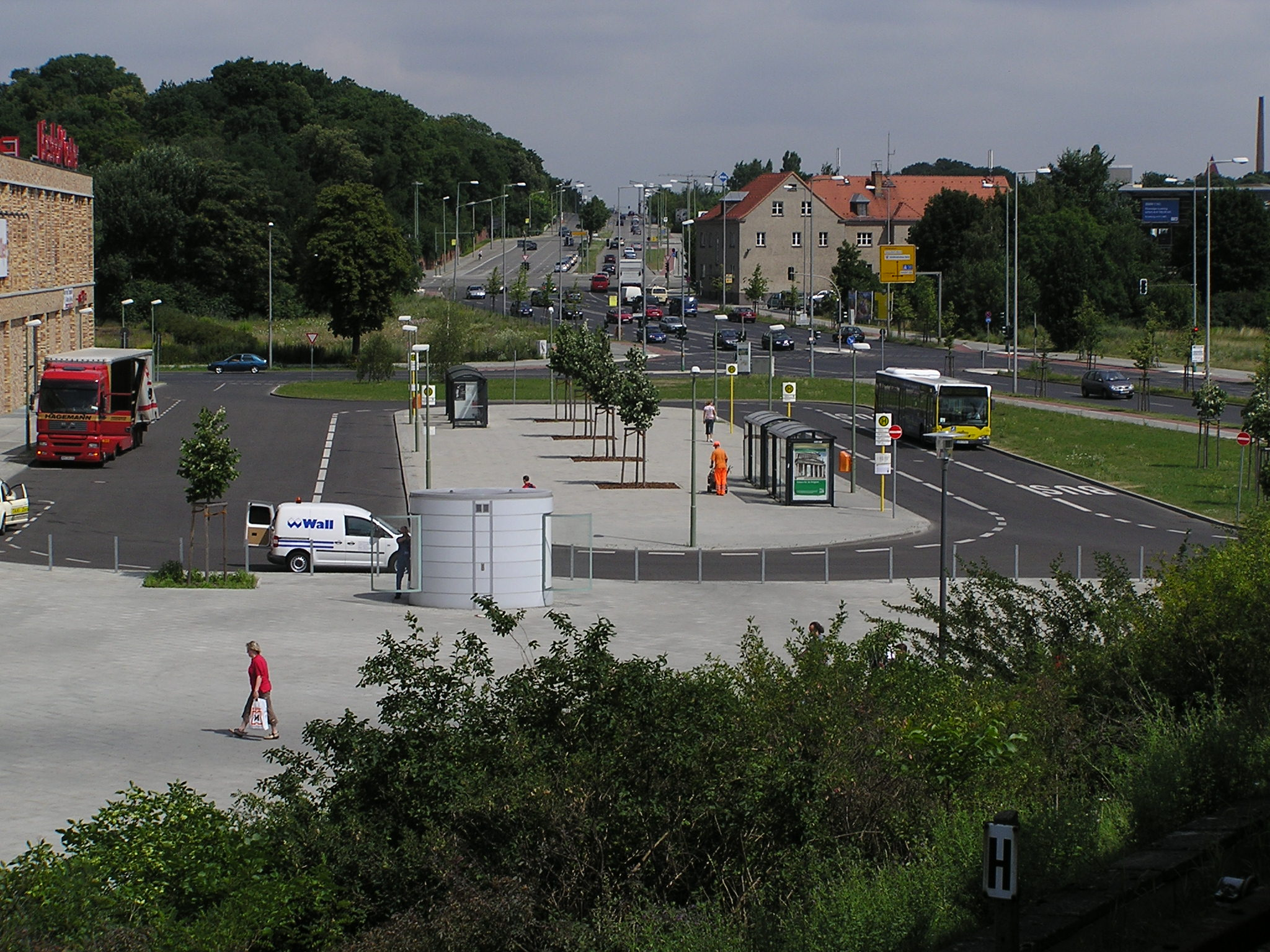
Blick auf den Elsterwerdaer Platz

Biesdorf wird in Ost-West-Richtung von den auf gemeinsamer Trasse geführten Bundesstraßen B 1/B 5 entlang der Straße Alt-Biesdorf sowie in Nord-Süd-Richtung vom Straßenzug Blumberger Damm / Köpenicker Straße durchzogen. Eine weitere Nord-Süd-Verbindung ist die Oberfeldstraße, die bis zum Bau des Blumberger Damms in den 1980er Jahren zusammen mit der Straße Grabensprung als durchgehende Verbindung zwischen Biesdorf Nord und Biesdorf Süd bestand. Heute ist die Strecke an der Kreuzung mit der Ostbahn/S-Bahn sowie an der U-Bahn-Linie U5 unterbrochen, der Bahnübergang an der S-Bahn sowie die Brücke über die U-Bahn ist lediglich für Fußgänger und Radfahrer passierbar.
Hauptknotenpunkt im öffentlichen Nahverkehr ist der U-Bahnhof Elsterwerdaer Platz, an dem sich mehrere Buslinien der BVG treffen. Der U-Bahnhof wurde zusammen mit dem ebenfalls im Ortsteil gelegenen U-Bahnhof Biesdorf-Süd im Zuge der Verlängerung der heutigen Linie U5 am 1. Juli 1988 dem Verkehr übergeben.
Nördlich des Dorfkerns von Biesdorf, an der Kreuzung der Oberfeldstraße mit der Ostbahn befindet sich der am 1. August 1885 eröffnete S-Bahnhof Biesdorf. Dieser liegt an der S-Bahn-Linie S5 und verfügt über zwei Seitenbahnsteige, die über eine Fußgängerbrücke miteinander verbunden sind. Bis Juni 2011 wurden drei Aufzüge mit Mitteln aus dem Konjunkturprogramm der Bundesregierung und des Landes Berlin installiert, die Bahnsteige sind barrierefrei erreichbar. Der Bahnhof ist mit der Linie 192 an das Berliner Busnetz angeschlossen.

## Persönlichkeiten

### Im Ortsteil geboren
- Kurt Bertram von Pfuel (1590–1649), Staatsmann, Herr auf Biesdorf
- Christian Liebig (* 1954), Rockmusiker, in Biesdorf geboren

### Mit Biesdorf verbunden
- Werner von Siemens (1816–1892), Industrieller, Besitzer des Schlosses Biesdorf
- Wilhelm von Siemens (1855–1919), Industrieller, Besitzer des Schlosses Biesdorf
- Hans Brass (1885–1959), Maler, lebte seit 1954 am Brebacher Weg 15 (Gedenktafel)
- Arno Philippsthal (1887–1933), jüdischer Arzt, lebte in der Oberfeldstraße 10 (Gedenktafel)
- Joachim Plath (1893–1971), Admiral der Kriegsmarine, in Biesdorf aufgewachsen
- Otto Nagel (1894–1967), Maler, lebte seit 1951 in der Königsstraße 5 (heute: Otto-Nagel-Straße) (Gedenktafel)
- Arthur Pieck (1899–1970), Generaldirektor der Interflug, lebte seit 1945 in Biesdorf
- Eduard von Winterstein (1871–1961), Schauspieler, lebte seit 1946 am Hafersteig 38 (Gedenktafel)
- Martin Flörchinger (1909–2004), Schauspieler, lebte am Ährenweg[34]
- Erwin Kobbert (1909–1969), Bildhauer, arbeitete in seinem Atelier in Biesdorf
- Kurt Goldstein (1914–2007), Journalist, Auschwitz-Überlebender, lebte in Biesdorf
- Otto Bengtson (1924–1988), Kaffeemaschinenerfinder, lebte in Biesdorf
- Hardy Krüger (1928–2022), Filmschauspieler, besuchte 1934/1935 die Biesdorfer Schule
- Hans-Hermann Schlicker (1928–2020), Grafiker und Buchillustrator, lebte in Biesdorf
- Hubert Matthes (1929–2018), Landschaftsarchitekt, lebte in Biesdorf
- Erich John (* 1932), Designer, Gestalter der der Urania-Weltzeituhr auf dem Berliner Alexanderplatz,[35] lebt in Biesdorf
- Arndt Bause (1936–2003), Schlagerkomponist, lebte in Biesdorf
- Irmhild Proft (1936–2022), Illustratorin
- Klaus Vonderwerth (1936–2016), Grafiker und Cartoonist, in Biesdorf aufgewachsen
- Peter Bause (* 1941), Schauspieler, lebt in Biesdorf
- Ronald M. Schernikau (1960–1991), Schriftsteller, lebte seit 1989 in der Cecilienstraße 241 (Gedenktafel)
- Inka Bause (* 1968), Sängerin und Moderatorin, in Biesdorf aufgewachsen
- Sigrid Nikutta (* 1969), Managerin, lebt in Biesdorf
- Stefan Ziller (* 1981), Politiker (Bündnis 90/Die Grünen), in Biesdorf aufgewachsen
- Robert Huth (* 1984), Fußballnationalspieler, ehemaliger Spieler des VfB Fortuna Biesdorf